# Band-in-a-Box
Band-in-a-Boxは、PG Music社が製作するWindowsとMac OS向けのMIDI音楽アレンジャー・パッケージソフトウェア。
コードを指定する事によって、プログラムによる自動伴奏の作成が行えるソフトウェア。ピアノ、ベース、ドラムス、ギター、ストリングスなどを基本パートとし、ブルース、ジャズ、フュージョン、カントリーなど多くの音楽スタイルが用意されている。またジョン・コルトレーン、イーグルス、プリンスなどのアーティスト名によるスタイルも用意されている。
スマートフォン版もリリースされている。（iOS版：有料、Android版：無料）